# Franz Ferdinand Richter

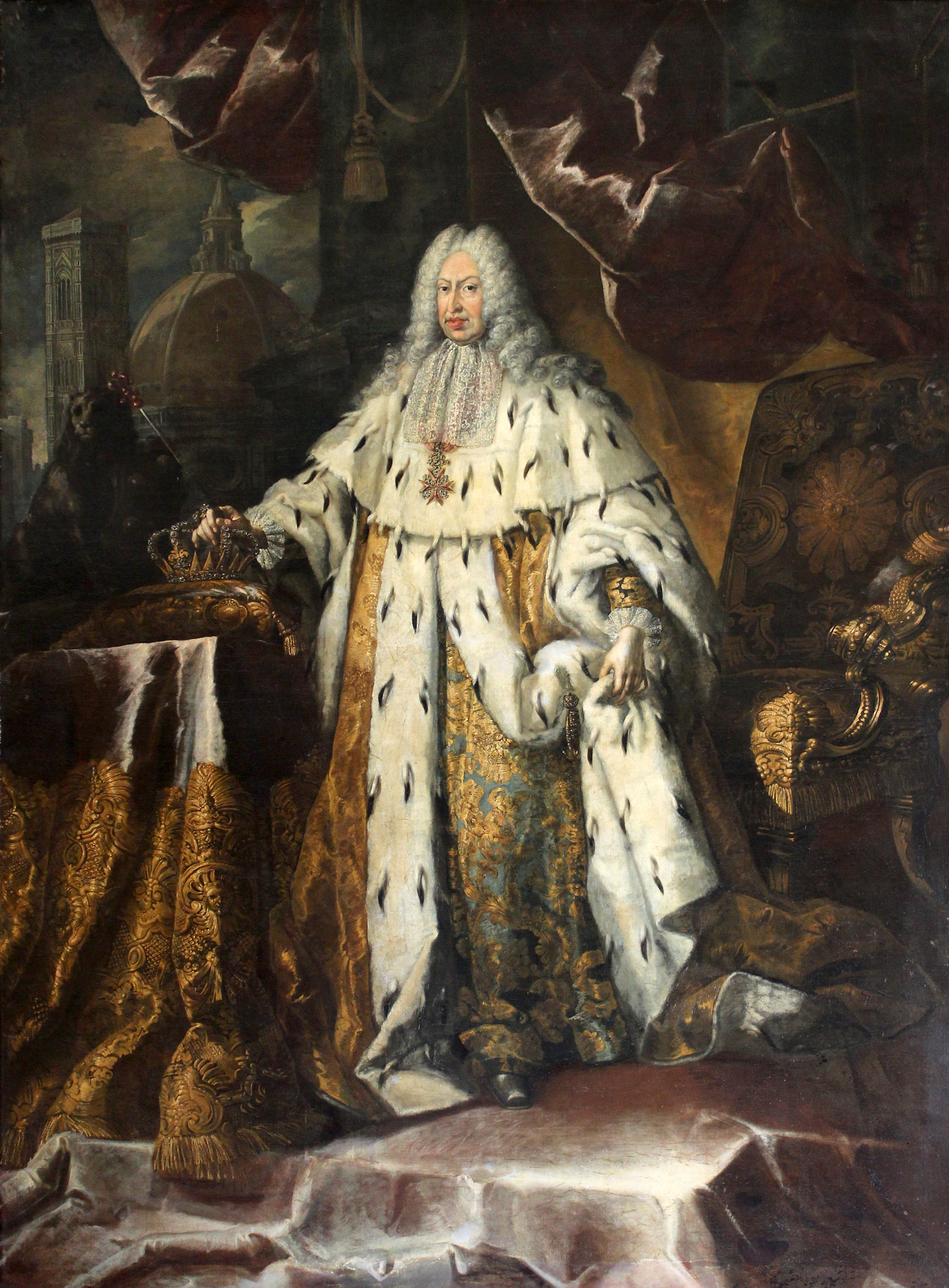
Franz Ferdinand Richter, Juan Gastón de Médici, 1737 (Palacio Pitti)

Franz Ferdinand Richter (c. 1669, Ebersdorf , cerca de Breslau - después de 1737, Florencia ) fue un pintor barroco alemán que trabajó en Italia.

## Vida y obra
Falta información sobre sus primeros años. Fue documentado por primera vez el 18 de mayo de 1727, cuando estaba en Roma; solicitando un pasaporte para regresar a casa. Es cierto que fue un residente de Florencia desde hace mucho tiempo; y que él murió allí.
Las obras que se sabe que son suyas incluyen un retrato del violinista y compositor Francesco Maria Veracini , más conocido como grabado por el artista inglés John June . También creó un retablo para la Iglesia de la Asunción en Aschbach , que sugiere una conexión con el trabajo realizado en la Abadía de Ebrach . También hay registro de un retrato del poeta y dramaturgo, Giovan Battista Fagiuoli, de 1736, cuya ubicación actual se desconoce. Su autorretrato (c.1720 / 25) está en la Galería de los Uffizi.
En la Galleria Palatina en el Palazzo Pitti , hay un retrato monumental de Gian Gastone de 'Medici, con su parafernalia del Gran Ducal, en estilo rococó. Una de sus últimas obras fechadas de 1737.
- Datos: Q1446752
- Multimedia: Franz Ferdinand Richter / Q1446752